# تفنگ درازکش ۵۰ متر

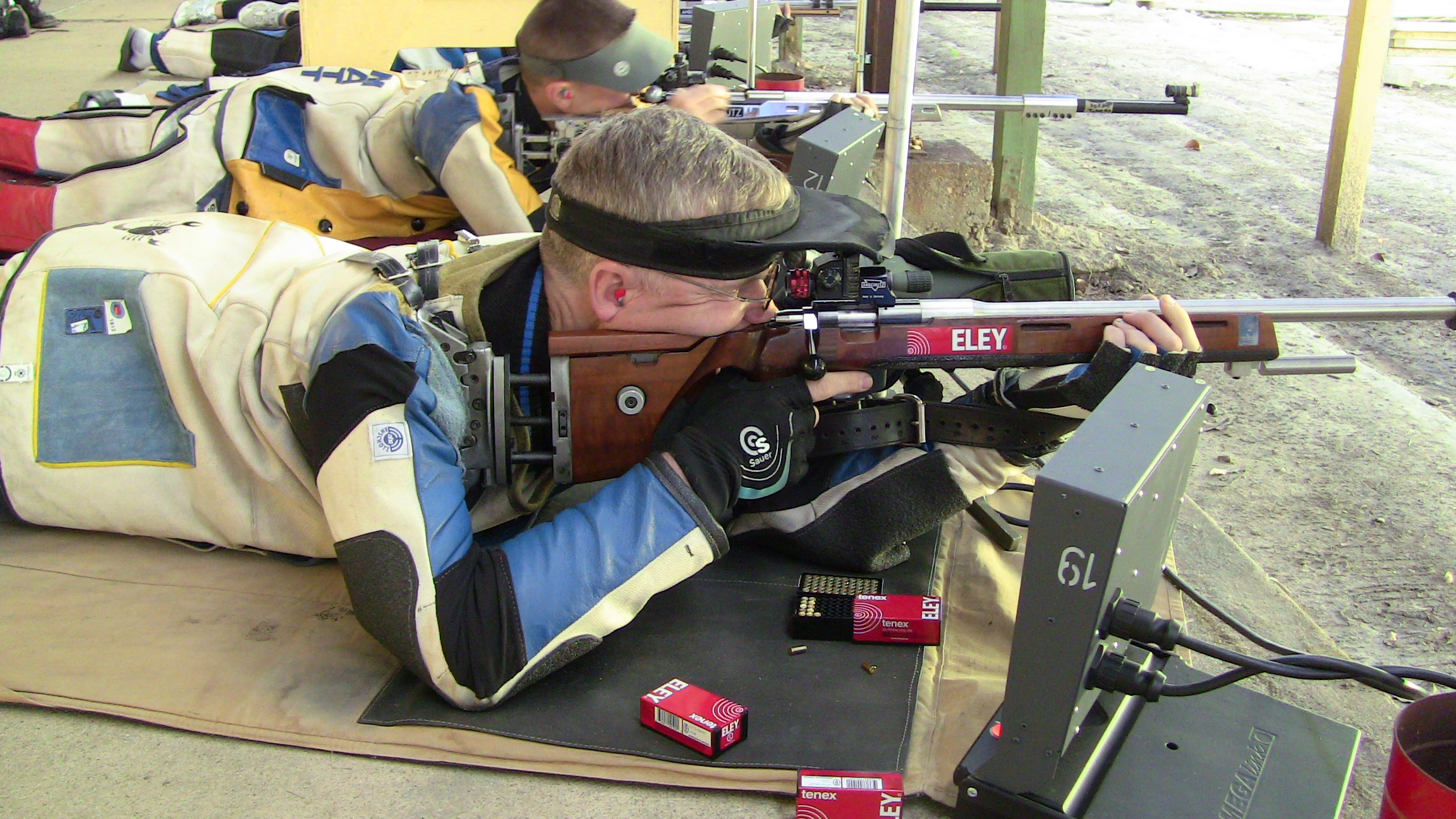
تیراندازی به صورت درازکش

تفنگ درازکش ۵۰ متر (انگلیسی: 50 meter rifle prone) یکی از رشته‌های فدراسیون جهانی تیراندازی است که به صورت درازکش یا دمرو انجام می‌شود.
این رشته ورزشی در مسابقات جهانی و بازی‌های المپیک با تفنگ خفیف کالیبر ۲۲. (۵٫۶ میلی‌متر) برگزار می‌شود.

## مجموع مدال‌های مسابقات جهانی
| رتبه  | کشور                             | طلا | نقره | برنز | مجموع |
| ۱     | ایالات متحده آمریکا              | ۱۱  | ۷    | ۶    | ۲۴    |
| ۲     | اتحاد جماهیر شوروی               | ۶   | ۳    | ۵    | ۱۴    |
| ۳     | جمهوری فدرال سوسیالیستی یوگسلاوی | ۳   | ۲    | ۲    | ۷     |
| ۴     | فنلاند                           | ۳   | ۲    | ۰    | ۵     |
| ۵     | روسیه                            | ۳   | ۰    | ۳    | ۶     |
| ۶     | لهستان                           | ۲   | ۲    | ۱    | ۵     |
| ۷     | استرالیا                         | ۲   | ۱    | ۱    | ۴     |
| ۷     | قزاقستان                         | ۲   | ۱    | ۱    | ۴     |
| ۸     | مجارستان                         | ۲   | ۰    | ۳    | ۵     |
| ۱۰    | آلمان                            | ۲   | ۰    | ۱    | ۳     |
| ۱۱    | نروژ                             | ۱   | ۴    | ۱    | ۶     |
| ۱۲    | آلمان غربی                       | ۱   | ۳    | ۳    | ۷     |
| ۱۳    | چین                              | ۱   | ۳    | ۰    | ۴     |
| ۱۴    | اوکراین                          | ۱   | ۲    | ۴    | ۷     |
| ۱۵    | سوئد                             | ۱   | ۱    | ۴    | ۶     |
| ۱۶    | چکسلواکی                         | ۱   | ۱    | ۱    | ۳     |
| ۱۷    | آفریقای جنوبی                    | ۱   | ۱    | ۰    | ۲     |
| ۱۸    | ایتالیا                          | ۱   | ۰    | ۲    | ۳     |
| ۱۹    | بلاروس                           | ۱   | ۰    | ۰    | ۱     |
| ۱۹    | بریتانیای کبیر                   | ۱   | ۰    | ۰    | ۱     |
| ۲۱    | فرانسه                           | ۰   | ۳    | ۲    | ۵     |
| ۲۲    | بلغارستان                        | ۰   | ۳    | ۱    | ۴     |
| ۲۳    | اتریش                            | ۰   | ۱    | ۲    | ۳     |
| ۲۴    | رومانی                           | ۰   | ۱    | ۱    | ۲     |
| ۲۵    | کانادا                           | ۰   | ۱    | ۰    | ۱     |
| ۲۵    | دانمارک                          | ۰   | ۱    | ۰    | ۱     |
| ۲۵    | آلمان شرقی                       | ۰   | ۱    | ۰    | ۱     |
| ۲۵    | اسلواکی                          | ۰   | ۱    | ۰    | ۱     |
| ۲۵    | اسلوونی                          | ۰   | ۱    | ۰    | ۱     |
| ۳۰    | اسپانیا                          | ۰   | ۰    | ۱    | ۱     |
| ۳۰    | سوئیس                            | ۰   | ۰    | ۱    | ۱     |
| مجموع | مجموع                            | ۴۶  | ۴۶   | ۴۶   | ۱۳۸   |